# Kerava
Kerava (en suec Kervo) és una ciutat Finlàndia.
Està situada a la província de Finlàndia Meridional i és part de la regió de Uusimaa. El municipi té una població de 31.762 habitants (març de 2006) i una àrea de 30,86 km², dels quals 0,11 km² són aigua. La densitat de població del territori és de 1.033 habitants per km².